# Décès en janvier 1991
Décès
- 1987
- 1988
- 1989
- 1990
- 1991
- 1992
- 1993
- 1994
- 1995

Pour une information complémentaire, voir la page d'aide.

| Date       | Nom                       | Activités                                                                                                  | Âge      | Source |
| ---------- | ------------------------- | --- | -------- | ------ |
| 2 janvier  | Ouardia Hamtouche         | actrice algérienne                                                                                         | 60       |        |
| 5 janvier  | Johnny Eck                | phénomène de foire, artiste de cirque et acteur américain                                                  | 79       |        |
| 6 janvier  | Ahmet Adnan Saygun        | compositeur turc                                                                                           | 83       |        |
| 6 janvier  | Guy Harloff               | peintre, dessinateur, graveur et collagiste franco-néerlandais                                             | 57       | (en)   |
| 7 janvier  | Magdalena Spínola         | poétesse, journaliste et féministe guatémaltèque                                                           | 94       |        |
| 11 janvier | Carl David Anderson       | physicien, Prix Nobel de physique en 1936                                                                  | 85       |        |
| 12 janvier | Pino della Selva          | peintre, sculpteur, dessinateur et graveur (eau-forte et gravure sur bois), poète et critique d'art italie | 87       |        |
| 14 janvier | David Arkin               | acteur américain                                                                                           | 49       |        |
| 15 janvier | Dominique Ruff            | footballeur français                                                                                       | 69       |        |
| 17 janvier | Antonio Villas Boas       | fermier brésilien qui a raconté avoir été enlevé par des extraterrestres le 16 octobre 1957                | 57 ou 58 |        |
| 17 janvier | Jacques Silberfeld        | écrivain français                                                                                          | 75       |        |
| 17 janvier | Olav V                    | roi de Norvège de 1957 à 1991                                                                              | 87       |        |
| 19 janvier | Don Beddoe                | acteur américain                                                                                           | 87       |        |
| 19 janvier | Marcel Chaput             | fondateur du Rassemblement pour l'indépendance nationale                                                   | 72       |        |
| 19 janvier | Louis Lamarque            | peintre, graveur, lithographe et buriniste français                                                        | 78       |        |
| 20 janvier | Louis Seigner             | comédien français, dans l'incendie de son appartement                                                      | 87       |        |
| 20 janvier | Louis Hardiquest          | coureur cycliste belge                                                                                     | 80       |        |
| 22 janvier | Walter Vollweiler         | footballeur allemand                                                                                       | 78       |        |
| 27 janvier | Robert Darnell            | acteur américain                                                                                           | 60       |        |
| 28 janvier | Khelifati Mohand Amokrane | homme politique et linguiste autodidacte algérien                                                          | 78       |        |
| 30 janvier | Marcel Galey              | footballeur international français                                                                         | 85       |        |
| 30 janvier | John McIntire             | acteur américain                                                                                           | 83       |        |
| 31 janvier | Kóstas Mountákis          | musicien grec                                                                                              | 64       |        |